# Pommernchronik
Als Pommernchronik wird eine Handschrift zur Geschichte Pommerns aus dem 16. Jahrhundert bezeichnet. Es handelt sich um einen Sammelband aus sieben in deutscher Sprache verfassten Werken, der rund 600 Seiten enthält. Den namensgebenden Hauptteil bildet dabei ein Chronicon Pomeraniae, das 1541 endet. Weitere Bestandteile sind eine Beschreibung des Landesteils Pommern-Stettin, die Musterung mehrerer pommerscher Städte, eine Genealogie des pommerschen Herzogshauses bis ins Jahr 1557, die Haus- und Hofordnung der Herzogin Erdmuthe, eine Lebensgeschichte des Herzogs Philipp und die Anordnung des Begräbnisses für Herzog Ernst Ludwig von Pommern-Wolgast.
Wahrscheinlich stammt die Handschrift ursprünglich aus einer Bibliothek des Hochstifts Cammin. Das nach der Einführung der Reformation im Herzogtum Pommern in den pommerschen Gesamtstaat eingegliederte Stiftsgebiet kam mit dem Aussterben des pommerschen Herzogshauses in der Mitte des 17. Jahrhunderts als Teil Hinterpommerns an das Kurfürstentum Brandenburg und damit später an Preußen. Der preußische Staat veräußerte in der ersten Hälfte des 19. Jahrhunderts wesentliche Teile der dort lagernden Kunst- und Kulturschätze. In der Folge kam die Pommernchronik in den Besitz der Großherzoglichen Regierungsbibliothek in Schwerin. Während des Zweiten Weltkriegs wurde die Handschrift zusammen mit anderen Kulturgütern zum Schutz vor Luftangriffen in einen Salzstollen bei Staßfurt ausgelagert. Seit Kriegsende galt die Pommernchronik als verschollen. 2017 wurde sie auf dem Dachboden eines Mehrfamilienhauses in Marl, Nordrhein-Westfalen, gefunden. Wie sie dorthin gelangte, bleibt unklar. Über die Lost Art-Datenbank der Stiftung Deutsches Zentrum Kulturgutverluste konnten die Finder die Handschrift der Landesbibliothek Mecklenburg-Vorpommern zuordnen und übergaben sie im Dezember 2017 in Schwerin. Die Landesbibliothek hat das Werk 2019 gemeinsam mit der Universitätsbibliothek Rostock digitalisiert.